# ネオジム
ネオジム（英: neodymium [ˌniː.ɵˈdɪmiəm]、独: Neodym [neoˈdyːm]）は、原子番号60の金属元素。元素記号は Nd。希土類元素の一つで、ランタノイドにも属する。

## 名称
ギリシャ語で「新しい」を意味する neos とジジミウムを合成した名称である。ジジミウムはプラセオジムとネオジムの混合物で、かつては1つの元素と考えられていた。ネオジムはプラセオジムとともに1885年にジジミウムから単離・発見され、「新しいジジミウム」を意味する名称が付された。
日本語表記の「ネオジム」はドイツ語の Neodym の字訳である。さらに日本語表記では製品名などで「ネオジウム」「ネオジューム」と使用されることもある。これは商標表記やブランド表記とというビジネス視点であり、元素名表記そのものではないので混同してはならない。

## 性質
銀白色の金属で、常温、常圧で安定な結晶構造は複六方最密充填構造（ABACスタッキング）、868℃ - 1021℃の間は体心立方格子で安定する。比重は7.0、融点は1,024 摂氏 (℃)、沸点は3,027 ℃。安定な原子価は4f3 の電子配置をとる3価である。常温下の空気中では表面のみが酸化され、高温下では燃焼して淡赤紫色の酸化ネオジム(III) Nd2O3 となる。ハロゲン元素と反応してハロゲン化物 NdX3 を、熱水と徐々に反応して水素および水酸化物を、それぞれ生成する。酸に易溶で、3価の淡赤紫色の水和イオン Nd3+(aq) を生成する。
{\displaystyle {\ce {2Nd + 6 H^+(aq) -> Nd^{3+}(aq) + 3 H2}}}
{\displaystyle {\ce {Nd^{3+}(aq){}+3{\mathit {e}}^{-}\ =\ Nd\ }}} {\displaystyle E^{\circ }=-2.32\mathrm {V} )}

ランタノイドの中では比較的イオン半径が大きい。
単斜晶構造のリン酸塩であるモナズ石 (Ce,La,Nd,Th)PO4 に含有される。単体のネオジムは、無水塩化ネオジムを融解塩電解またはカルシウムやナトリウムで還元して得る。

## 用途
磁石
強い磁力を有する永久磁石に用いられる。ネオジム、鉄、ホウ素の化合物である Nd2Fe14B は、高磁力の永久磁石であるネオジム磁石となり高性能のモーターやスピーカーなどに広く利用されている。 金属ネオジムは主に非常に強力な永久磁石ネオジム鉄ホウ素磁石の製造に用いられ、特殊な高温合金とスパッタリングターゲットの製造にも用いられる。 

光学材料
ガラスに適量のネオジムの酸化物を添加して得られる、可視光のうち黄色系統の光を吸収して他色の光は透過させる特性から、Nd2O3 がガラスの着色剤として用いられる。

その他
- 超伝導体の材料
- YAGレーザーの添加物
- シュウ酸塩ならびにプラセオジムの合金であるジジムは、防眩ガラス及び防塵ガラスならびに特殊合金の材料となる。
- (143Nd/144Nd) の同位体比とストロンチウム (87Sr/86Sr) の同位体比が放射年代測定に用いられる。

## 歴史
カール・アウアー・フォン・ヴェルスバッハが、元来は一つの元素と考えられていた混合物であるジジミウム (didymium) から、プラセオジムと共に1885年に発見する。

## 化合物
化合物中の原子価は 4f3 の電子配置をとる3価が唯一安定なものである。4価を含む化合物が合成されたという報告もいくつかあるが、いずれも疑わしい。
- 酸化ネオジム(III) (Nd2O3)
- 水酸化ネオジム(III) (Nd(OH)3)
- 塩化ネオジム(III) (NdCl3)
- 硫酸ネオジム(III) (Nd2(SO4)3·8H2O)